# Laura Bernis Prat
Laura Bernis Prat (Lleida, 14 de gener del 1994) és una periodista i escriptora catalana. Va graduar-se en Periodisme a la Universitat Pompeu Fabra el 2016.
Va escriure el seu primer llibre Les Històries de Labepra amb dotze anys, el qual va publicar dos anys més tard. El 2010 va publicar Les Històries de Labepra i l'Espasa Negra. També és la il·lustradora dels seus llibres. L'any 2017, va escriure Capità 47, llibre musical amb música d'Albert Guinovart, interpretada per l'Orquestra Simfònica Julià Carbonell. L'any 2018, va publicar El misteri de la biblioteca.
Ha estat guardonada amb el Premi FUNDE 2013 a l'Emprenedora més jove.